# Cappella di Santa Lucia (Gello)
La cappella di Santa Lucia si trova a Gello nel comune di Montecatini Val di Cecina, in provincia di Pisa, diocesi di Volterra.
Apparteneva ai frati agostiniani di Volterra, che da questo romitorio avevano mosso il cammino nel 1279 per fondare in città il loro convento.